# Jeane Kirkpatricková
Jeane J. Kirkpatricková, rozená Jeane Duane Jordan (19. listopadu 1926 – 7. prosince 2006) byla americká politoložka a diplomatka.
Stala se známou díky své zahraničně politické doktríně, obhajovala spolupráci s autoritativními režimy, které jednaly v souladu s americkými cíli. Tyto země měly podle ní být vedeny k demokracii příkladem. Ve své eseji Dictatorships and Double Standards tvrdila, že „tradiční autoritativní režimy jsou méně represivní, než revoluční autokracie.“

## Životopis
Narodila se v městě Duncan ve státě Oklahoma. V roce 1948 úspěšně zakončila bakalářské studium na newyorské Barnard College. Ve svém studium pokračovala na Columbia University, kde získala v roce 1950 magisterský titul a později v roce 1968 také doktorát z politologie za svoji disertaci, v níž se věnovala peronistické politice v Argentině.
Po roce 1950 nejprve působila v úřadu pro zpravodajský výzkum v rámci amerického ministerstva zahraničí. V roce 1952 také působila na Pařížském Institutu politických věd. V letech 1955–1972 pracovala jako konzultantka na vládních ministerstvech a v Americké radě učených společností. V roce 1973 získala místo stálého profesora na Georgetownské univerzitě.
Působila jako velvyslankyně Spojených států při OSN a zároveň členka kabinetu prezidenta Reagana v letech 1981–1985. Prezident Ronald Reagan ji jmenoval jako první ženu velvyslankyní USA v OSN a rovněž členkou své vlády.
V roce 1988 uvažovala o kandidatuře na americkou prezidentku, nicméně svého úmyslu se vzdala z politických a osobních důvodů.

## Politické postoje
Odpor k protiválečnému hnutí v 60. letech 20. století přiměl Kirkpatrickovou ke vstupu do politiky v rámci Demokratické strany. Spolu s podobně smýšlejícími lidmi založila platformu s názvem Koalice pro demokratickou většinu stavějící se odmítavě vůči „holubičí“ politice tehdejšího prezidentského kandidáta Demokratické strany George McGoverna.
Zpočátku podporovala politiku prezidenta Jimmyho Cartera zvoleného v roce 1976 a dokonce měla blízko k získání místa velvyslankyně. Nicméně postupem času se stala čím dál kritičtější vůči jeho politice. V roce 1977 začala spolupracovat s konzervativním think tankem American Enterprise Institute. Později ostře kritizovala Carterovu zahraniční politiku, která měla podle ní napomáhat k odstranění "tradičních autokratických" režimů a ve prospěch "revolučních totalitních" režimů, které představovaly pro Ameriku daleko větší hrozbu. Tyto postoje vyjádřila ve svém článku Dictatorships and Double Standards, který vyšel v listopadu roku 1979 v americkém časopise Commentary. Článek silně ovlivnil americkou zahraniční politiku Reaganovy vlády a díky němu si tehdejší americký prezident vybral do svého kabinetu i Kirkpatrickovou.
V roce 1985 přešla po svém odchodu s funkce velvyslankyně USA při OSN k Republikánské straně, nicméně přes svůj příklon doprava celý život i nadále podporovala sociální stát a odbory. Bývá řazena mezi tzv. neokonzervativce.

## Osobní život
V roce 1955 se vdala za Evrona Kirkpatricka, který byl jejím nadřízeným na výzkumném a zpravodajském oddělení ministerstva zahraničí. Měli spolu tři syny: Douglase Jordana, Johna Evrona a Stuarta Alana.

## Dílo
- Making War to Keep Peace, 2007
- The Withering Away of the Totalitarian State – And Other Surprises, 1992
- Legitimacy and Force: National and International Dimensions, 1988
- International Regulation: New Rules in a Changing World Order, 1988
- Legitimacy and Force: Political and Moral Dimensions, 1988
- Legitimacy and Force: State Papers and Current Perspectives 1981–1985, 1987
- The United States and the World: Setting Limits, 1986
- The Reagan Doctrine and U.S. Foreign Policy, 1985
- Reagan Phenomenon and Other Speeches on Foreign Policy, 1983
- U.N. Under Scrutiny, 1982
- Dictatorships and Double Standards: Rationalism and Reason in Politics, 1982
- Presidential Nominating Process: Can It Be Improved, 1980
- Dismantling the Parties: Reflections on Party Reform and Party Decomposition, 1978
- The New Presidential Elite: Men and Women in National Politics, 1976
- Political Woman, 1974